# مول البركي
مول البركي  (بالإنجليزية: MOUL EL BERGUI)‏ هي جماعة قروية تقع شمال إقليم عبدة تابعة لإقليم آسفي ضمن جهة مراكش آسفي بالمغرب.  بلغ مجموع عدد سكان مول البركي  حسب إحصاءات 2004  حوالي 14354 نسمة  يعيشون في 2495 أسرة.

## إحصاء عام
| السنة | عدد السكان | عدد الأسر | عدد الأجانب |
| ----- | ---------- | --------- | ----------- |
| 1994  | 14049      | 2280      | °°°°        |
| 2004  | 14354      | 2495      | 0           |

## دواوير الجماعة
يوجد بجماعة مول البركي عدة دواوير نذكر منها: دوار زاوية مول البركي، دوار بير الحيمر، دوار لغراير، دوار اولاد لحسن....